# Svenska skolhistoriska föreningen i Finland
Svenska skolhistoriska föreningen i Finland r.f. är en finlandssvensk förening som uppmuntrar och upprätthåller utbildningshistorisk forskning och dokumentation på svenska i Finland. Föreningen grundades i Helsingfors år 1949. Föreningen hör till de vetenskapliga samfunden i Finland.
Erik Geber är föreningens ordförande. Mottot för föreningen är: Se din skola så som den såg ut då du gick där.

## Verksamhet
Svenska skolhistoriska föreningens huvudsakliga uppgift är att publicera årsböckerna Skolhistoriskt Arkiv som har utkommit vartannat år sedan 1952. I publikationen publiceras ett stort antal artiklar rörande enskilda skolors historia samt artiklar av mera allmän karaktär. 
Föreningen är medlem i Vetenskapernas hus i Helsingfors. Att vara medlem i Vetenskapernas hus möjliggjorde en webbsida med uppgifter om föreningens verksamhet, publikationer och samarbetspartner i 2011. Sedan 2015 har Svenska skolhistoriska föreningen publicerat en blogg på svenska och finska i syfte att kommentera dagsaktuella händelser ur ett utbildningshistoriskt perspektiv, presentera skilda utbildningshistoriska fenomen samt sprida information mellan forskarna i utbildningshistoria i det finskspråkiga Finland och Skandinavien.